# لورانس فارلي
لورانس فارلي (بالإنجليزية: Lawrence Farley)‏ هو لاعب كرة قاعدة أمريكي، ولد في 1856 في سينيكا فولز في الولايات المتحدة، وتوفي في 6 أكتوبر 1910 في كانساس سيتي في الولايات المتحدة.

## وصلات خارجية
- لورانس فارلي على موقعبيزبول رفرنس.كوم (الدوري الرئيسي) (الإنجليزية)